# Casa Salama
La Casa Salama es un edificio de estilo clasicista, situado en la Plaza Yamín Benarroch, Calle Duque de Almodóvar y la Plaza de las Culturas que forma parte del Conjunto Histórico Artístico de la Ciudad de Melilla, Bien de Interés Cultural del Ensanche Modernista de la ciudad española de Melilla.

## Historia
Fue construido entre 1889 y 1900, según proyecto de Eusebio Redondo para acoger la vivienda de la familia Salama y las oficinas de sus empresas.

Con la construcción de un nuevo inmueble en la Avenida, 12, el edificio perdió sus funciones, pasando a albergar en 1912 en su planta principal la Junta de Arbitrios, propuesto por Samuel Salama Hachuel.
Posteriormente esta Junta se transformó en la Junta Municipal, para ser el Ayuntamiento de Melilla, con las dependencias de la Policía Local de Melilla en la  planta baja, que abandonó el edificio en 1949 al trasladarse al Palacio de la Asamblea.
En fechas recientes se le ha añadido otra planta.

## Descripción
Es de planta cuadrangular, exento y consta de planta baja y otras dos sobre esta, más los cuartos de la azotea. Está construido con paredes de mampostería de piedra local y ladrillo macizo, con bovedillas de ladrillo macizo, para los techos, materiales muy humildes.
Sus fachadas constan de unos bajos simples con molduras, una planta principal con ventanas recercadas con frontones triangulares y balcones, a excepción de las de la Plaza de las Culturas, únicamente con molduras sobre los dinteles de las ventanas y sin balcones y una primera planta con ventanas recercadas y también sin balcones.<